# Aeroport Internacional de Cancun
L'Aeroport Internacional de Cancun (en castellà: Aeropuerto Internacional de Cancún) (codi IATA: CUN, codi OACI: MMUN) és el segon aeroport més transitat de Mèxic i el més gran del país i d'Amèrica Llatina per a passatgers internacionals. Situat a l'àrea metropolitana de Cancun, a l'estat de Quintana Roo, serveix com a porta d'entrada principal al Carib mexicà, la Riviera Maya i la península de Yucatán, oferint vols a més de 100 ciutats d'Amèrica i Europa.
L'aeroport de Cancun funciona principalment com a destinació principal per a la majoria de les línies aèries principals dels Estats Units i el Canadà des de tots els seus hubs i ciutats focus, el que el converteix en l'aeroport de fora dels EUA amb més destinacions servides als Estats Units.
Operat pel Grupo Aeroportuario del Sureste (ASUR), l'aeroport també gestiona l'aviació general i executiva, la formació en vol i els serveis de xàrter internacional. És l'aeroport més oriental de Mèxic, amb els aeroports de Cozumel i Tulum com a opcions alternatives a la zona de Cancun. El 2023, l'aeroport va atendre aproximadament 32,75 milions de passatgers, amb una lleugera disminució fins als 30,6 milions el 2024, dels quals 20,1 milions eren passatgers internacionals.